# La Penca y Caraguatá
La Penca y Caraguatá es una localidad argentina ubicada en el departamento San Justo de la provincia de Santa Fe.

## Ubicación
Se encuentra sobre la ruta provincial 39, a 1,5 km del arroyo El Pantanoso y 11 km de Gobernador Crespo; bajo jurisdicción de la comuna se encuentran la colonia La Mora y La Rinconada.

## Historia
En esta localidad nació la empresa láctea Tregar, fundada por españoles de apellido García, la cual permite la subsistencia de la actividad lechera frente a la dominante agricultura intensiva. Su población se compone principalmente de descendientes de italianos y españoles. Su escuela data de 1937.

## Población
Cuenta con 506 habitantes (Indec, 2010), lo que representa un descenso frente a los 520 habitantes (Indec, 2001) del censo anterior.
| Gráfica de evolución demográfica de La Penca y Caraguatá entre 1991 y 2010 |
|                                                                            |
| Fuente: Censos nacionales del INDEC                                        |